# یانکووو
یانکووو (به بلغاری: Yankovo) روستایی در بلغارستان است که در استان شومن واقع شده‌است. یانکووو ۷۸۴ نفر جمعیت دارد و ۸۰ متر بالاتر از سطح دریا واقع شده‌است.